# Dryobalanops rappa
Dryobalanops rappa är en tvåhjärtbladig växtart som beskrevs av Odoardo Beccari. Dryobalanops rappa ingår i släktet Dryobalanops och familjen Dipterocarpaceae. Inga underarter finns listade i Catalogue of Life.